# Lodovico Maria Besi
Lodovico Maria (dei Conti) Besi (ur. 16 października 1805 w Weronie, zm. 8 września 1871) – włoski duchowny rzymskokatolicki, biskup, misjonarz, wikariusz apostolski Szantungu, delegat apostolski w Argentynie.

## Biografia
4 kwietnia 1829 otrzymał święcenia prezbiteriatu.
19 grudnia 1839 papież Grzegorz XVI mianował go administratorem apostolskim diecezji nankińskiej w Chinach. 10 stycznia 1840 dodatkowo prekonizowany wikariuszem apostolskim Szantungu oraz biskupem in partibus infidelium Canopusu. 14 marca 1841 przyjął sakrę biskupią z rąk wikariusza apostolskiego Shaanxi i Shanxi Joachina Salvettiego OFMObs.
3 czerwca 1848 zrezygnował ze wszystkich urzędów, które pełnił w Chinach.
9 lipca 1850 papież Pius IX mianował go pierwszym w historii delegatem apostolskim w Argentynie. Brak danych o dacie, do której sprawował tę funkcję, jednak musiał opuścić urząd przed 26 maja 1851, gdy został mianowany jego następca.
Jako ojciec soborowy wziął udział w soborze watykańskim I.